# 相思病
相思病是指深深相爱时，没有得到回报或對方不在时会产生的一種负面感觉。自中世纪以来，这种情況被认为是一种疾病。随着时间的流逝，症状會一直持续，包括食欲不振和失眠。 
相思病一詞在医学或心理学领域很少使用，但有关对身心的影响正在进行新的研究。

## 爱可以成精神疾病
文学和诗歌经常把爱情描述为讓人疯狂，而医学界也采取了类似的方法。根据希波克拉底医学的观点，充满激情的爱情几乎总是会消失或变成“忧郁的爱情”，这是使人沮丧和悲伤。热情的爱是指“蜜月期”中的爱，通常是剛剛开始，但在一两年后它便會隨之流逝。隨之而來就是面對現實狀況，此時需要雙方付出努力去維繫關係。在这種情况下，如果這時失去對方或者感覺得不到對方的爱，就会形成相思病。
相思病不仅是一种表达，还被研究成一种实际疾病。1915年，西格蒙德·弗洛伊德曾經提出：「我们還未明白坠入爱河是什么意思，但可肯定是一种疾病和疯狂、一种幻觉，是对所爱之人的盲目性」。
对相思病的科学研究发现，恋爱中的人所经历的与可卡因等毒品所引起的狀態相似。在大脑中，某些神经递质（苯乙胺、多巴胺、去甲肾上腺素和催产素）利用了大脑十二个不同区域，从“爱”或“坠入爱河”中引起高潮感。这些神经递质觸發了與苯丙胺相同的感觉。
尽管相思病在患者的感受中很普遍，但是心理学家不会向精神科医生转介「相思病」。這是由于相思病所常见的症状往往与其他心理疾病有关，因此常常被误诊，亦有可能認為這些精神狀態都是最基本的问题。 然而，当一个人處於相思病時卻不寻求帮助或无法应对時，會令他處於危险情況，因为人们知道爱情是能夠致命的（后果之一可能是自杀，因此有不少案例证明了爱情可以是致命的）。 
Len Bowers教授在他的《心理疾病的社会本质》一书中提出了一个事实，尽管“精神病患者”的大脑中存在著生理差异，但在符合这种差异之前，还必须符合其他几个条件。因此，可能有许多精神疾病（例如相思病）永远没有足够的证据来證明。

## 病征
爱与相思病的研究人员弗兰克·塔利斯在2005年的文章中，建议醫學專家應該是時候重視相思病。相思是指发生在一个人“真實、疯狂、深入”地爱着一個人。同样，健康专家也认为相思病会使人出現病態，因此应该更加重视诊断过程。相思病的症状通常会被误诊为其他各种疾病或心理健康问题（例如强迫症），这是因为相思病本身很少被认为是心理健康问题。 
塔利斯列出了有關相思病的常见症状： 
- 躁狂症
- 沮丧
- 恶心
- 哭
- 失眠 ，可能导致疲劳
- 缺乏专心
- 食欲不振或暴饮暴食
- 压力：高血压，胸部和心脏疼痛，急性失眠；也可以由“暗恋”所带来
- 强迫症 -专注和囤积无价值的物品
- 心理上产生的身体症状，例如胃部不适、食欲变化、失眠、头晕和神志不清
- 慢性颈痛，身体震颤，強迫性思想，频繁的回憶。
- 快速的情绪波动

根据塔利斯的说法，相思病的许多症状可以归类为精神疾病診斷與統計手冊第四冊和ICD-10（国际疾病分类）。强迫症是一种相思病其中的症状，它包括神不守舍、不断检查自己的手机、Facebook、囤积无价物品等。 意大利精神科医生Donatella Marazitti进行的另一项研究发现，当人们坠入爱河时，他们的血清素水平会降至强迫症症患者的水平，这一水平明显低于普通或健康人的水平。 

## 文學
四大愛情傳說之一的《梁祝》描繪兩人「愛」的悲歌，梁山伯本是一位書生。而祝英台因父親要求也去讀書，後相識並產生愛情。當梁聽聞祝英台已被許配給馬文才後不久便病死在家中，而祝英台聞梁山伯已死便傷痛萬分，婚嫁當日穿著孝袍。花轎途徑梁的墓前便突然刮起狂風，隨後祝英台下轎後便在墓前大哭。隨後便撞死在梁山伯的墓碑前，後墳塚大開並跃入墓塚。之後便合為一體，入晴以後，梁的墳頭冒出兩隻雌雄蝴蝶。
威廉·莎士比亚的《罗密欧与茱丽叶》描绘了“爱”的疯狂，以及两个年轻而痴情的恋人所感受到的悲伤。 当罗密欧发现自己的爱人死了後（或者他相信），想到失去了他的真爱时，他感到悲痛和沮喪，隨後他便自杀了。茱丽叶醒来后看到對方的尸体，也绝望地結束了自己的生命。
中國元曲，徐再思《折桂令·春情》：「平生不會相思，纔會相思，便害相思。」

## 參看
- 戀愛強迫症
- 愛情
- 戀愛成癮